# 普通合伙人
普通合伙人是指某人参与至少已有一人存在的商业形式。普通合伙人有责任对公司的经营行为负责任。普通合伙人有权管理、决定合伙事务，负责带领团队运营，对合伙债务负无限责任；有限合伙人即真正的投资者，但不负责具体经营，對合伙債務並不負無限責任，即最多只會虧蝕已投資在該公司的資金。在金融风险投资领域，普通合伙人（简称GP）与有限合伙人（简称LP）形成资金链上下游关系，普通合伙人一般担任基金管理人的角色帮助有限合伙人（即出资方）管理资金，并从中抽取佣金、分成。
普通合伙人的形式可以为以下：
- 无限责任合伙制
- 有限责任合伙制